# Alpes Ocidentais

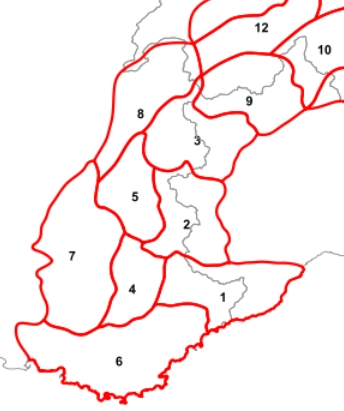
Numeração tradicional dos Alpes Ocidenais

Os Alpes Ocidentais constituem a parte montanhosa mais ocidental da cordilheira dos Alpes, pois a outra parte é a dos Alpes Orientais.  O ponto mais alto dos Alpes Ocidentais é o Monte Branco que culmina a 4.810 m

## Divisão Tradicional
Esta divisão é chamada de classificação tradicional pois dividia os Alpes em Alpes Ocidentais, Alpes Centrais e Alpes Orientais, segundo a partição dos Alpes adoptada em 1926 pelo it:Congresso Geografico Italiano.
A numeração corresponde à da  imagem "Numeração tradicional dos Alpes Ocidentais".
- Alpes Marítimos (1) - Cime de l'Argentera, 3.297 m
  - Maciço do Mercantour / Maciço de l'Argentera
  - Maciço do Pelat
  - Pré-Alpes de Grasse
  - Pré-Alpes de Nice
  - Alpes Lígures
- Alpes Cócios (2) - Monte Viso, 3.841 m
  - Maciço do Mont-Cenis
  - Maciço des Cerces
  - Maciço do Queyras / Alpes cottiennes (sens restreint)
  - Maciço da Ubaye / Orrenaye
- Alpes Graios (3) - Mont Branc, 4.808 m
  - Maciço do Monte Branco
  - Maciço do Beaufortain
  - Alpes Graios (sentido restrito)
  - Maciço da Lauzière
  - Maciço da Vanoise
  - Maciço do Grand Paradis
- Alpes de Provença (4) - Tête de l'Estrop, 2.961 m
  - Maciço des Trois-Évêchés
  - Pré-Alpes de Digne
  - Pré-Alpes de Castellane
- Alpes do Dauphiné (5) - Barre des Écrins, 4.103 m
  - Cordilheira de Belledonne
  - Grandes Rousses
  - Maciço des Arves
  - Maciço do Taillefer
  - Maciço des Écrins
- Pré-Alpes da Provença (6) - Mont Ventoux, 1.912 m
  - Monts de Vaucluse
  - Maciço do Luberon
- Pré-Alpes do Dauphiné (7) - Grande Tête de l'Obiou, 2.790 m
  - Maciço do Vercors
  - Maciço do Diois
  - Maciço do Dévoluy
- Pré-Alpes da Saboia (8) - Dents du Midi, 3.257 m
  - Maciço do Chablais
  - Maciço do Giffre
  - Aiguilles Rouges
  - Maciço des Bornes
  - Cordilheira des Aravis
  - Maciço des Bauges
  - Maciço da Chartreuse

## SOIUSA

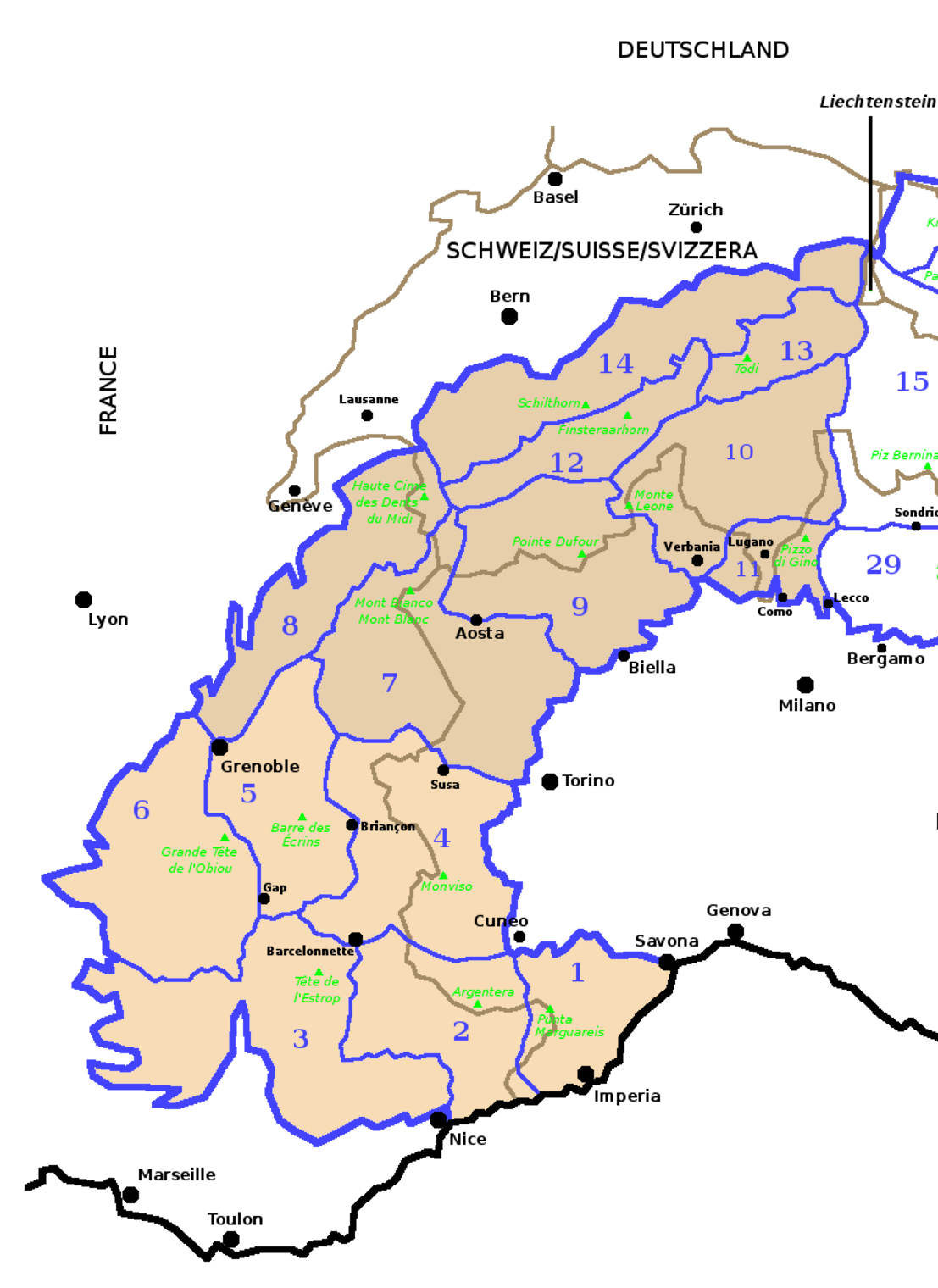
Os Alpes Ocidentais segundo a SOIUSA, com a divisão em Alpes Ocidentais-Norte (7-14) e Alpes Ocidentais-Su (1-6)

A SOIUSA acrónimo para Subdivisão Orográfica Internacional Unificada do Sistema Alpino, apresentou em 2005 uma nova divisão dos Alpes que datava de 1926. Esta nova classificação,  divide os Alpes em duas grandes partes: Alpes Ocidentais e Alpes Orientais, separados pela linha rio Reno - Passo de Spluga - Lago de Como - Lago de Lecco.

### Alpes Ocidentais
A SOIUSA divide os Alpes Ocidentais em :
- Alpes Ocidentais-Norte e
- Alpes Ocidentais-Sul.